# Orlando Magic
Los Orlando Magic (en español: Magia de Orlando) son un equipo profesional de baloncesto de los Estados Unidos con sede en Orlando, Florida. Compiten en la División Sureste de la Conferencia Este de la National Basketball Association (NBA) y disputan sus partidos como locales en el Kia Center.

## Historia

### 1989-1992: Fundación y primeros años
Orlando Magic entró oficialmente en la NBA como una franquicia de expansión en 1989, una de las cuatro nuevas franquicias en expansión junto a Charlotte Hornets, Minnesota Timberwolves y Miami Heat, en un principio solo se planeó que llegaran tres nuevas franquicias, pero la expansión económica en Florida hizo que las ciudades de Miami y Orlando obtuvieran su propio equipo de baloncesto. Liderado por el hombre de negocios local Jimmy Hewitt, y el antiguo general mánager de Philadelphia 76ers Pat Williams, los Magic contrataron a Matt Guokas como el primer entrenador en la historia de la franquicia. Formado por jugadores como Reggie Theus, Scott Skiles , Terry Catledge, Sam Vincent, Otis Smith y Jerry Reynolds, el equipo alcanzó un balance de 18-64 en su primera temporada en la liga. La primera elección de draft fue Nick Anderson en el puesto 11 de la primera ronda.
Los Magic debutaron en la NBA el 4 de noviembre de 1989 en el Orlando Arena (O-Rena), perdiendo ante New Jersey Nets por un reñido 111-106. Dos días más tarde llegó la primera victoria, derrotando a New York Knicks (118-110). 
En el Draft de 1990, Orlando seleccionó a Dennis Scott en la cuarta posición. Scott, conocido por su gran tiro, ayudó a los Magic a lograr un récord de 31-51, logrando además Skiles el premio al Jugador Más Mejorado del año. 
Sin embargo, una decepcionante temporada en 1992 trajo una racha de 17 partidos perdidos consecutivos.

### 1992-1996: La era de Shaquille O'Neal

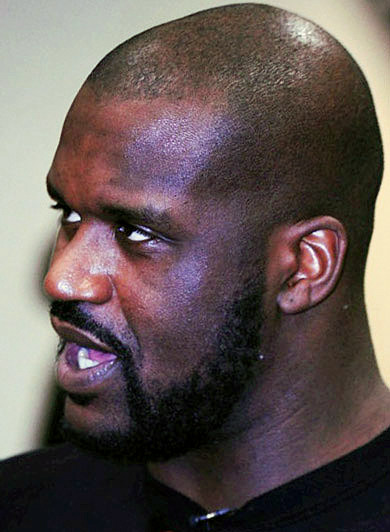
Shaquille O'Neal, principal figura de los Magic a mediados de los 90.

El rumbo de la franquicia cambió totalmente tras la elección en primera ronda del pívot Shaquille O'Neal, procedente de la Universidad de Louisiana State. O'Neal impactó inmediatamente en los Magic, liderando al equipo a un récord de 41-41 y siendo de nuevo la franquicia más mejorada de la liga. O'Neal fue All-Star y Rookie del Año, convirtiéndose desde un primer momento en una estrella de la liga; sus promedios fueron de 23,4 puntos, 13,9 rebotes y 3,5 tapones por partido. Sin embargo, los Magic no pudieron lograr su primera clasificación a los playoffs, empatando en el octavo puesto con Indiana Pacers en la Conferencia Este.
El no acceder a playoffs tuvo su parte positiva, ya que a pesar de obtener el mejor balance para un equipo que no alcanzó la postemporada (y con ello la menor parte de obtener el número 1 del Draft), los Magic consiguieron por segundo año consecutivo la opción de seleccionar en el puesto más alto del Draft de la NBA. Escogieron a Chris Webber de Michigan, siendo inmediatamente traspasado a Golden State Warriors por Anfernee "Penny" Hardaway y tres futuras primeras rondas. Antes de la ceremonia del draft, Guokas fue despedido y se fichó como entrenador a Brian Hill, siendo además Pat Williams sustituido por John Gabriel en el puesto de mánager general.
Con la combinación letal de Shaq y Hardaway, los Magic se convirtieron en un equipo dominante, logrando 50 victorias por primera vez en su historia y clasificándose a playoffs en el cuarto puesto del Este. Sin embargo, los Pacers barrieron a los Magic en primera ronda, dando por finalizada la campaña para los de Florida.
En la temporada 1994-95, la sexta de los Magic, el equipo fichó como agente libre al pívot Horace Grant procedente de Chicago Bulls. Firmaron un récord de 57-25, el mejor del Este, y ganaron la División Atlántico. En playoffs, eliminaron a Boston Celtics, Chicago Bulls e Indiana Pacers, logrando el acceso a las Finales de la NBA, en las que fueron apeados por Houston Rockets por un claro 4-0. 
En la siguiente temporada, los Magic eran de nuevo aspirantes a defender el campeonato de conferencia tras lograr un balance de 60-22, el mejor en la historia de la franquicia, liderado por O'Neal y Hardaway. Sin embargo, el equipo finalizó segundo en el Este por detrás de los intratables Bulls de las 72 victorias en temporada regular. En playoffs, después de que eliminaran de su camino a Detroit Pistons y Atlanta Hawks, los de Chicago se tomaron la revancha del año anterior en las Finales de Conferencia, derrotando a los Magic en cuatro partidos.

### 1996-2000: Fin de la era de Shaq
En pretemporada, O'Neal firmó como agente libre por Los Angeles Lakers, recibiendo así la franquicia un enorme golpe. Sin embargo, los Magic realizaron una buena temporada con un balance de 45-37 liderados por Hardaway, Darrell Armstrong y el nuevo fichaje Rony Seikaly. A mitad de la campaña 1996-97, el equipo despidió Brian Hill y nombró a Richie Adubato entrenador interino para el resto de temporada. En playoffs, cayeron a las primeras de cambio ante unos fuertes Miami Heat.
Los Magic ficharon a Chuck Daly para que se convirtiera en el entrenador jefe en la temporada 1997-98. Pese a la esperanza que había depositada, Hardaway se tuvo que perder la mayor parte de la temporada debido a las lesiones, lo que debilitó mucho al equipo. Anderson y el recién fichado Bo Outlaw guiaron a Orlando a un 41-41, insuficiente para acceder a playoffs. Además, Seikaly fue traspasado durante la temporada a New Jersey Nets.
En la 1998-99, con las adquisiciones de Matt Harpring y Michael Doleac, un Hardaway sano y Anderson, los Magic consiguieron el mejor récord de la Conferencia Este en la acortada campaña debido al cierre patronal; 33-17. Armstrong fue uno de los jugadores más destacados del equipo, ganando los premios al Jugador Más Mejorado y Mejor Sexto Hombre. Además, los Magic contrataron al mítico Dominique Wilkins junto con su hermano Gerald, aún muy útiles para el equipo a pesar de su veteranía. En los playoffs, los Philadelphia 76ers del menudo Allen Iverson frenaron a Orlando en primera ronda por 3-1.
En 1999, el mánager general John Gabriel fichó como entrenador a Doc Rivers, siendo esta su primera experiencia en los banquillos. Gabriel desmontó el equipo traspasando a Hardaway a Phoenix Suns por Danny Manning (quien nunca llegaría a jugar en Orlando), Pat Garrity y dos futuras rondas de draft. Los Magic estaban formados por jugadores jóvenes y poco experimentados que incluían al capitán Armstrong, Outlaw, un joven Ben Wallace, y el entrenador Rivers. A pesar de ello, lograron un 41-41, perdiendo por poco la posibilidad de entrar en playoffs. Rivers fue nombrado Entrenador del Año y este año fue caracterizado por el lema "Heart and Hustle", debido al estilo trabajador del equipo.

### 2000-2004: La era de Tracy McGrady
En la temporada 2000-01, los Magic contaban con un gran espacio en el límite salarial, por lo que Gabriel intentó los fichajes de Tim Duncan, Grant Hill y Tracy McGrady. A pesar de que Duncan optó por permanecer en los Spurs, los Magic contrataron a Hill, un perenne All-Star, y a McGrady. Lamentablemente, Hill solo pudo jugar 4 partidos en la temporada antes de lesionarse el tobillo, por lo que McGrady tuvo que coger las riendas del equipo y convertirse en uno de los máximos anotadores de la temporada. Con la llegada del novato Mike Miller (posteriormente Rookie del Año), los Magic lograron un balance de 43-39, por lo que regresaban a playoffs. En la postemporada, Milwaukee Bucks eliminó a Orlando en primera ronda en cuatro partidos.
En la 2001-02, McGrady lideró a los Magic a un récord de 44-38. Sin embargo, Hill volvió a lesionarse y se perdió la mayor parte de la temporada. McGrady, combinado con Armstrong, Miller, y el tirador Garrity, formó el corazón de aquel equipo. Ya en playoffs, los Magic cayeron de nuevo en primera ronda en cuatro partidos ante Charlotte Hornets. 
En la temporada 2002-03, el traspaso que enviaba a Mike Miller y Ryan Humphrey a Memphis Grizzlies por Gordan Giricek y Drew Gooden fue positivo para que el equipo lograra un récord de 42-40 y accediera a playoffs. A pesar de seguir sin poder contar con Hill, esta era la tercera aparición consecutiva de Orlando en la postemporada. Tras ir ganando 3-1 en la eliminatoria de primera ronda ante Detroit Pistons, tres partidos consecutivos perdidos les dejaron, de manera increíble, fuera de playoffs. Cuando necesitaban un partido para ganar la serie, McGrady dijo: "es agradable llegar por fin a la segunda ronda". El destino le jugó una mala pasada.
La temporada número 15 en la historia de los Magic, la 2003-04, fue desastrosa, a pesar de los refuerzos Tyronn Lue y Juwan Howard, fichados como agentes libre. Tras ganar el primer partido de la campaña, perdieron los 19 siguientes, logrando la mayor racha de partidos perdidos de manera consecutiva en la historia de la franquicia. Los Magic finalizaron con un decepcionante 21-61, el peor balance de la liga. En mitad de aquel triste récord de los 19 partidos perdidos, Rivers fue despedido, ocupando el cargo su asistente Johnny Davis. Además, el mánager general Gabriel fue reemplazado por John Weisbrod.
En pretemporada, Weisbrod desmontó prácticamente todo el equipo, aunque mantuvo a Davis en el puesto de entrenador. El traspaso más significativo fue el de McGrady a Houston Rockets junto con Reece Gaines, Tyronn Lue y Juwan Howard por Steve Francis, Kelvin Cato y Cuttino Mobley. McGrady no estaba contento en Orlando, e incluso llegó a afirmar que no dio el 100% durante esta última temporada. Los Magic también ficharon a Tony Battie de Cleveland Cavaliers por Drew Gooden, Steven Hunter y los derechos de draft del brasileño Anderson Varejão; y a Hedo Turkoglu como agente libre. Con el número 1 del draft, la franquicia seleccionó a Dwight Howard, procedente directamente del instituto. También consiguieron los derechos de Jameer Nelson, elegido por Denver Nuggets en la 20.ª posición.

### 2004-2012: La era de Dwight Howard

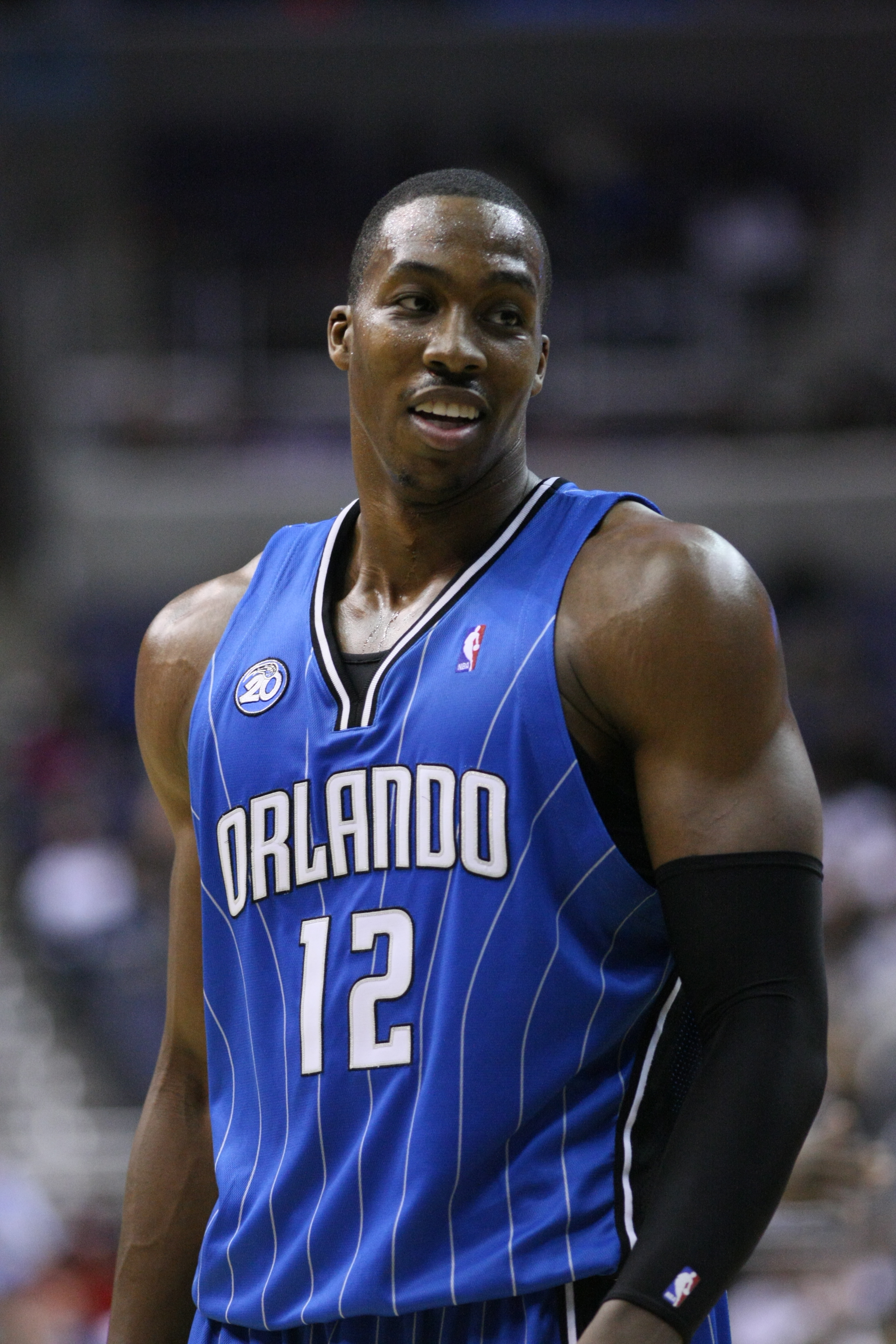
Dwight Howard llegó a los Magic en 2004.

Tras un prometedor 13-6 de inicio, los Magic comenzaron su cuesta abajo. Primero, Weisbrod traspasó a Mobley por Doug Christie de Sacramento Kings. Christie, debido a los lazos emocionales que le unía con los Kings, se negó en un principio a jugar con los Magic, pero posteriormente dijo estar lesionado para que la franquicia le colocara en la lista de lesionados. Cerca del final de temporada, con los Magic luchando por un hueco en playoffs, Weisbrod despidió a Davis y fue sustituido por el interino Chris Jent. Orlando finalmente terminó la temporada regular con un récord de 36-46 y se quedó sin poder disputar la postemporada.
Durante la temporada, marcada por el retorno de Hill, los Magic jugaron de manera espectacular, derrotando a equipos punteros como San Antonio Spurs, Dallas Mavericks, Miami Heat, Phoenix Suns y Detroit Pistons. Sin embargo, liderados por el errático juego de Francis, el equipo perdió fuelle al final de la temporada regular, finalizando cerca de los puestos de playoffs. La nota agradable la puso Howard, que se consagró como uno de los jugadores más prometedores de la NBA. Nelson, tras un flojo inicio, se afianzó como el base titular del equipo. Hill regresó tras varios años lesionado, promediando 19 puntos por partido y siendo elegido para disputar el All-Star Game de titular con el Este. 
Sin embargo, tras comenzar fuerte, los Magic se quedaron sin Playoffs debido a las lesiones que le visitaron a finales de temporada regular, como las de Hill, Turkoglu y Nelson, además de la suspensión de 5 partidos a Francis por agredir supuestamente a un fotógrafo.
El 23 de mayo los proyectos de los Magic fueron interrumpidos por la dimisión del mánager general Weisbrod. Al día siguiente, la franquicia anunció el regreso de Brian Hill, entrenador de la fabulosa era de Shaq y Hardaway. El mes siguiente, los Magic seleccionaron en el Draft de 2005 al español Fran Vázquez en la 11.ª posición, aunque posteriormente el jugador anunció que se quedaría en España para jugar en el Akasvayu Girona.
A pesar de no contar con su elección Fran Vázquez, los Magic partían con altas esperanzas la temporada 2005-06, con un Hill recuperado de su última lesión, y con Howard y Nelson progresando de manera excelente en las ligas de verano. También la elección de segunda ronda Travis Diener dio buenas sensaciones en verano, mostrando su eficaz tiro por el que era conocido. La pretemporada se cerró con el fichaje del base Keyon Dooling como agente libre.
Tras comenzar la pretemporada, los problemas empezaron a surgir; el tobillo de Hill no fue curado del todo, por lo que tuvo que operarse y regresar a las canchas a mediados de diciembre. A pesar de ello, volvería a recaer en varias ocasiones y se perdería la mayor parte de la campaña. Francis continuó centrado en su juego "primero yo y después yo" y obstaculizó el desarrollo de Nelson y Howard. Pero la esperanza llegó cuando se anunció el 15 de febrero el traspaso que enviaba a Kelvin Cato y una primera ronda del draft de 2007 a Detroit Pistons a cambio de Darko Miličić y Carlos Arroyo. Una semana después, Francis fue mandado a New York Knicks por Anfernee Hardaway (que dos días más tarde sería cortado) y Trevor Ariza. 
Liderados por Howard, Turkoglu, DeShawn Stevenson y Nelson, los Magic soprendieron colocándose en el octavo puesto de la Conferencia Este, incluyendo una racha de 8 victorias consecutivas y 12 en casa. En esa racha, se venció a equipos como los Spurs, Pistons, Mavericks, Heat y 76ers (consiguiendo en este último partido Howard unos números de 28 puntos y 26 rebotes). Finalmente, una victoria de Chicago Bulls ante Miami el 16 de abril y otra sobre los Magic en la prórroga el día 17 terminó con las esperanzas de Orlando de alcanzar los playoffs.
Finalizada la temporada 2005-2006, el 3 de mayo de 2006, nombró Mánager General a Otis Smith. La noche del Draft seleccionó en primera ronda (11.ª posición) al escolta J.J. Redick de la Universidad de Duke; en segunda ronda (41.ª posición) a James Augustine de la Universidad de Illinois; y finalmente escogió en el puesto 44 a Lior Eliyahu quien fue traspasado a Houston Rockets a cambio de dinero. Tras comenzar la temporada 2006-07 con un balance de 13-4, los Magic empezaron a sufrir debido a las lesiones de Battie, Ariza, Dooling y Hill. A pesar de todo, Howard continuó con su enorme progresión y fue seleccionado para disputar el All-Star Game, además de que el equipo consiguió la primera clasificación para playoffs desde 2003 ganando el 15 de abril de 2007 a Boston Celtics por 88-86. Con un récord de 40-42, fue la primera vez que los Magic accedían a la postemporada con un registro negativo. 
Sin embargo, su concurso en playoffs llegó a su fin el 28 de abril tras ser barridos por Detroit Pistons. El 23 de mayo de 2007, el entrenador Brian Hill fue despedido.
De cara a la temporada 2007-08, los Magic contrataron al entrenador Stan Van Gundy, que había guiado a los Miami Heat a una final de conferencia en 2005; luego firmó con el alero Rashard Lewis,  agente libre proveniente de Seattle. Orlando, liderado por Howard junto con Nelson, Lewis y Turkoglu, comenzó la temporada 2007-08 de la NBA con un impresionante registro de 16-4 en sus primeros 20 juegos que incluyeron victorias sobre los Celtics y los Cavaliers. El tramo intermedio de la temporada, no fue tan exitoso para el Magic y finalizó, en los siguientes 36 partidos, con un récord de 18 triunfos y 18 derrotas. El último tramo de la temporada el Magic levantó su nivel y consiguió 18 victorias (entre las que se destacaron dos triunfos frente a Cleveland -equipo del astro LeBron James al que derrotó en tres de las cuatro ocasiones en las que se enfrentaron a lolargo de la temporada-) contra 8 derrotas, con las que redondeó un registro final de 52-30. Debe destacarse que obtuvo la victoria número 50 de la temporada (ante los Chicago Bulls el 13 de abril de 2008) y con ella consiguió más de cincuenta triunfos algo que no lograba desde la temporada 1995-96 (de la recordada dupla Shack-Penny). El registro le bastó para conseguir el título de la División Sureste, el que obtuvo de manera anticipada la noche del 31 de marzo de 2008 cuando los Wizards de Washington (43-39) fueron derrotados en Utah 129-87. Fue tercer título de divisional de los Magic de su historia, el primero desde la mencionada temporada 1995-96;  así como el primero desde la creación de la División Sureste (2005-2006). Con el registro obtuvo la tercera siembra en la Conferencia Este, que lo emparejó en su serie de primera ronda de playoffs ante los  Toronto Raptors teniendo el Magic, ventaja de campo en primera ronda de play offs por primera vez desde la temporada 1998-99.

El 28 de abril de 2008, en el Amway Arena, el Magic eliminó a los Raptors, en la serie de primera ronda, con una victoria por 4-1. La victoria fue la primera de los Magic en una serie de play offs, luego de 12 años y de 6 salidas consecutivas en primera ronda. La carrera del éxito no duró mucho, ya que cayó por 4-1 ante el experimentado Detroit Pistons en las semifinales de conferencia, finalizando así su mejor temporada luego de muchos años.

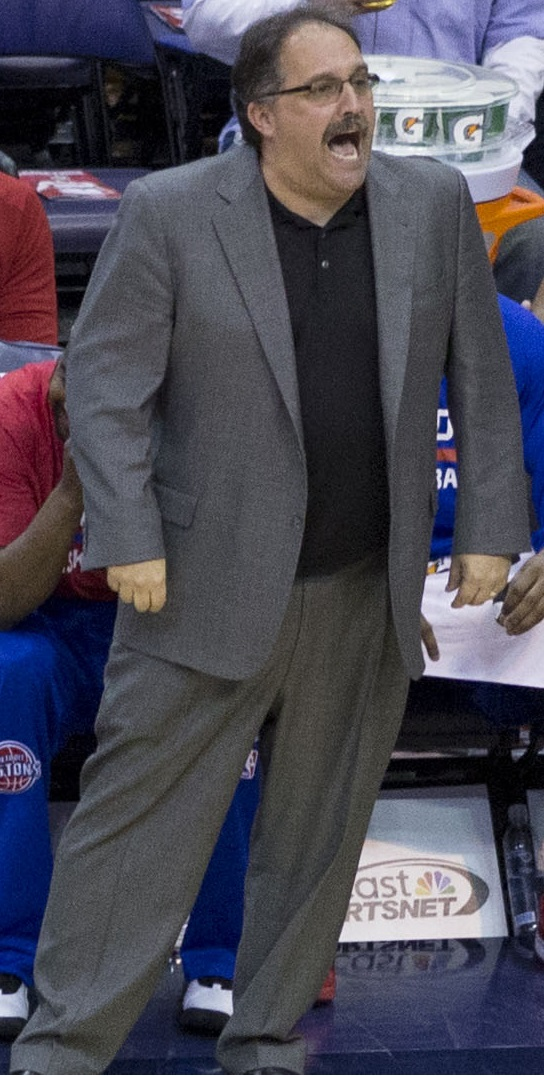
Stan Van Gundy, entrenador de los Magic en las finales de la temporada 2008-09.

La temporada 2008-2009 fue una de las mejores de la franquicia. Con Stan Van Gundy en el banquillo, con el liderazgo de Dwight Howard en la pista y en la pintura, acompañado de Hedo Turkoglu y de Rashard Lewis, con Jameer Nelson lesionado una gran parte del año, los Magic vivieron un año increíble. Una franquicia humilde que fue matando gigantes, clasificado para Playoffs con el título de división, tercero de conferencia este, con una marca de 59-23 y solo por detrás del MVP LeBron James y sus Cleveland Cavaliers y los Boston Celtics. 
En primera ronda eliminaron a los Philadelphia 76ers, remontando un 0-1 tras una canasta de Andre Iguodala sobre la bocina en el Amway. En segunda ronda llegó Boston, donde la mano de Turkoglu, la baja de Kevin Garnett y el dominio de Howard llevaron a los Magic a la final de conferencia tras un 4-3. En la final de conferencia esperaba más ni menos que LeBron James y sus Cleveland Cavaliers. Los Magic rompieron el factor cancha con un 0-1 y casi ponen el 0-2, pero un triple sobre la bocina de LeBron James puso el empate a 1. Con factor cancha, Orlando no perdonó y un poderoso Howard acompañado de Turkoglu y Lewis dejaron a los Cavs en la cuneta, donde solo apareció LeBron.
En la final se acabó la magia, Kobe Bryant fue la estrella, Pau Gasol su ayudante y gente como Derek Fisher, Lamar Odom y Trevor Ariza aportaron su parte. Los Lakers, con factor cancha pusieron el 1-0, pero en el segundo partido estuvo a punto de cambiar la historia. Con empate a falta de 0.6, Courtney Lee falló un alley-oop solo bajo de canasta y el partido fue a la prórroga, así que Kobe sentenció y 2-0. El tercer partido fue una exhibición de Howard y 2-1 para Lakers, los Magic creyeron y recortaron distancias, cuando, a falta de 10 segundos para acabar el cuarto choque, Orlando iba 3 arriba con tiros libres para Howard, con solo meter uno podría ser la victoria. Howard erró los 2 y Fisher metió un triple imposible que llevó el partido a la prórroga, donde la defensa de Pau y los triples de Fisher pusieron el 3-1. Así que en el quinto partido, los Magic no pudieron con Kobe y fue el 15.º anillo para los oro y púrpura, pese a todo, Orlando acabó con la cabeza alta.
La temporada 2009-2010 empezó por finales de junio para Orlando. Hedo Turkoglu confirmó que no renovaría su contrato y Orlando se movió para suplirle. Vince Carter llegaba al Amway junto con un tirador alto como Ryan Anderson a cambio de Tony Battie, Rafer Alston y Courtney Lee, piezas importantes del gran año. También llegaron gente como Matt Barnes, Brandon Bass y la vuelta al baloncesto de Jason Williams. Así que Orlando vivió un gran año en temporada regular, repitiendo la marca del año anterior pero siendo segundo de conferencia este año, repitiendo título de división. En playoffs empezaron de manera espectacular, vapuleando por 4-0 a Charlotte Bobcats y Atlanta Hawks. Los sorprendentes y expertos Celtics llegaron a la final cargándose a LeBron y a sus Cavaliers. Boston puso un 0-2, ganando los dos primeros partidos en Orlando. Al final eso fue la clave y Boston ganó 4-2. No se pudo repetir las finales y pese a cuajar un año aceptable, acabó siendo decepcionante, las lesiones que aquejaron a Carter y Nelson lastraron demasiado al equipo.
En un año de traspasos como fue el 2010, Orlando comenzó la temporada con un nuevo campo como feudo, en nuevo Amway Center, que suplía al Amway Arena. Orlando solo se hizo con el base Chris Duhon y con el alero Quentin Richardson, en un verano de movimientos. Ya que la temporada estaba siendo un poco decepcionante, el 18 de diciembre del 2010, el general mánager, Otis Smith, decidió hacer un buen número de traspasos. Primero envió el sueldo alto del alero Rashard Lewis a Washington Wizards y recibió otro jugador cuyo sueldo es alto, como es Gilbert Arenas. Se presentó como una gran oportunidad para el 'Agent Zero', el llegar a un equipo con posibilidades de anillo. Luego hizo un megatraspaso con Phoenix Suns, enviando al fichado como estrella el año anterior como era Vince Carter, al pívot polaco Marcin Gortat y al alero francés Mickaël Piétrus, recibiendo la vuelta del turco Hedo Turkoglu, a Jason Richardson y al sophomore Earl Clark. La adaptación de los fichajes depararía gran parte del futuro de la plantilla. Turkoglu y Richardson, pese a no brillar como se espera, no llegaron a desentonar, mientras que el supuesto fichaje estrella, Arenas, fue un fiasco. En playoffs, pese al gran partido inicial de Dwight Howard (46 puntos y 23 rebotes), Atlanta asaltó el nuevo Amway y se acabó haciendo con la serie. Ese verano comenzarían a saltar rumores sobre una posible salida de Howard.
Para la temporada 2011-12 se abrieron numerosos frentes, llegaron procedentes de Boston Glen Davis y Von Wafer a cambio de Brandon Bass, además de que Jason Richardson renovó su contrato, 28 millones a razón de 4 años. Gilbert Arenas marchó como agente libre a Memphis Grizzlies tras su nulo rendimiento en Orlando, pero la peor noticia llegó cuando se empezó a rumorear que Dwight Howard quería un equipo competitivo para el anillo, ya que sino abandonaría Orlando en busca de un equipo competitivo. Tras el lockout, se relacionó a Howard con equipos como Los Angeles Lakers, New Jersey Nets o Dallas Mavericks. En marzo de 2012, Howard firmó una cláusula que hacía que continuara hasta la temporada 2012-13 impidiendo su salida como agente libre. Pese a que Howard continuó en Orlando, a los pocos días se publicaron unos rumores sobre que pidió el cese de Stan Van Gundy. En primera ronda de playoffs, los Indiana Pacers fulminaron 4-1 a un equipo que tuvo la ausencia de Howard, por una hernia discal, cerrando así una temporada llena de despropósitos.

### 2012-2018: Etapa post-Howard, reconstrucción
En verano de 2012, finalmente Howard fue traspasado a Los Angeles Lakers en un traspaso a cuatro bandas. Los Magic recibieron a cambio a Arron Afflalo y Al Harrington procedentes de Denver Nuggets, Nikola Vučević y Maurice Harkless de Philadelphia 76ers y Josh McRoberts y Christian Eyenga de los propios Lakers, además de diversas rondas de draft, iniciando así la reconstrucción de los Magic. Jason Richardson, incluido en el traspaso, se marchó a los Sixers.
[actualizar]

### 2018-2020: Vuelta a Playoffs
Tras siete temporadas fuera de Playoffs, en la 2018-19, comandados por el montenegrino Nikola Vučević, logran clasificarse para la postemporada, ganando el título de su división por primera vez desde 2010, cayendo en primera ronda ante, a la postre campeón, los Toronto Raptors (1-4).
La temporada siguiente, vuelven a clasificarse para playoffs, esta vez como octavos del Este, cayendo eliminados ante Milwaukee (1-4).

### 2021-presente: Deriva
Durante la temporada 2020-21, el equipo traspasó a Vučević (Bulls) y a Gordon (Nuggets), por lo que terminó con un balance de 21-51, en posición decimocuarta de su conferencia, perdiéndose los playoffs por primera vez en los últimos tres años.
De cara a la temporada 2021-22 traspasa a Otto Porter Jr. y se hace con Robin Lopez. Termina la temporada regular con un balance de 22-60, el último de su conferencia, no clasificándose para playoffs por segundo año consecutivo.
Para la 2022-23 eligen en la primera posición del Draft a Paolo Banchero, que sería elegido rookie del año al término de la temporada. El equipo finalizó decimotercero de su conferencia perdiéndose los playoffs por tercer año consecutivo.

## Trayectoria
| Temporada     | G    | P    | %    | Play-offs                                                                               | Resultados                                                                                  |
| ------------- | ---- | ---- | ---- | --------------------------------------------------------------------------------------- | ------------------------------------------------------------------------------------------- |
| Orlando Magic |      |      |      |                                                                                         |                                                                                             |
| 1989-90       | 18   | 64   | .220 |                                                                                         |                                                                                             |
| 1990-91       | 31   | 51   | .378 |                                                                                         |                                                                                             |
| 1991-92       | 21   | 61   | .463 |                                                                                         |                                                                                             |
| 1992-93       | 41   | 41   | .500 |                                                                                         |                                                                                             |
| 1993-94       | 50   | 32   | .610 | Pierde 1.ª Ronda                                                                        | Indiana 3, Orlando 0                                                                        |
| 1994-95       | 57   | 25   | .695 | Gana 1.ª Ronda Gana Semifinales Conferencia Gana Finales Conferencia Pierde Finales NBA | Orlando 3, Boston 1 Orlando 4, Chicago 2 Orlando 4, Indiana 3 Houston 4, Orlando 0          |
| 1995-96       | 60   | 22   | .732 | Gana 1.ª Ronda Gana Semifinales Conferencia Pierde Finales Conferencia                  | Orlando 3, Detroit 0 Orlando 4, Atlanta 1 Chicago 4, Orlando 0                              |
| 1996-97       | 45   | 37   | .549 | Pierde 1.ª Ronda                                                                        | Miami 3, Orlando 2                                                                          |
| 1997-98       | 41   | 41   | .500 |                                                                                         |                                                                                             |
| 1998-99       | 33   | 17   | .660 | Pierde 1.ª Ronda                                                                        | Philadelphia 3, Orlando 1                                                                   |
| 1999-2000     | 41   | 41   | .500 |                                                                                         |                                                                                             |
| 2000-01       | 43   | 39   | .524 | Pierde 1.ª Ronda                                                                        | Milwaukee 3, Orlando 1                                                                      |
| 2001-02       | 44   | 38   | .537 | Pierde 1.ª Ronda                                                                        | Charlotte 3, Orlando 1                                                                      |
| 2002-03       | 42   | 40   | .512 | Pierde 1.ª Ronda                                                                        | Detroit 4, Orlando 3                                                                        |
| 2003-04       | 21   | 61   | .256 |                                                                                         |                                                                                             |
| 2004-05       | 36   | 46   | .439 |                                                                                         |                                                                                             |
| 2005-06       | 36   | 46   | .439 |                                                                                         |                                                                                             |
| 2006-07       | 40   | 42   | .468 | Pierde 1.ª Ronda                                                                        | Detroit 4, Orlando 0                                                                        |
| 2007-08       | 52   | 30   | .634 | Gana 1.ª Ronda Pierde Semifinales Conferencia                                           | Orlando 4, Toronto 1 Detroit 4, Orlando 1                                                   |
| 2008-09       | 59   | 23   | .720 | Gana 1.ª Ronda Gana Semifinales Conferencia Gana Finales Conferencia Pierde Finales NBA | Orlando 4, Philadelphia 2 Orlando 4, Boston 3 Orlando 4, Cleveland 2 LA Lakers 4, Orlando 1 |
| 2009-10       | 59   | 23   | .720 | Gana 1.ª Ronda Gana Semifinales Conferencia Pierde Finales Conferencia                  | Orlando 4, Charlotte 0 Orlando 4, Atlanta 0 Boston 4, Orlando 2                             |
| 2010-11       | 52   | 30   | .634 | Pierde 1.ª Ronda                                                                        | Atlanta 4, Orlando 2                                                                        |
| 2011-12       | 37   | 29   | .561 | Pierde 1.ª Ronda                                                                        | Indiana 4, Orlando 1                                                                        |
| 2012-13       | 20   | 62   | .244 |                                                                                         |                                                                                             |
| 2013-14       | 23   | 59   | .280 |                                                                                         |                                                                                             |
| 2014-15       | 25   | 57   | .305 |                                                                                         |                                                                                             |
| 2015-16       | 35   | 47   | .427 |                                                                                         |                                                                                             |
| 2016-17       | 29   | 53   | .354 |                                                                                         |                                                                                             |
| 2017-18       | 25   | 57   | .305 |                                                                                         |                                                                                             |
| 2018-19       | 42   | 40   | .512 | Pierde 1.ª Ronda                                                                        | Toronto 4, Orlando 1                                                                        |
| 2019-20       | 33   | 40   | .452 | Pierde 1.ª Ronda                                                                        | Milwaukee 4, Orlando 1                                                                      |
| 2020-21       | 21   | 51   | .292 |                                                                                         |                                                                                             |
| 2021-22       | 22   | 60   | .268 |                                                                                         |                                                                                             |
| 2022-23       | 34   | 48   | .415 |                                                                                         |                                                                                             |
| 2023-24       | 47   | 35   | .573 | Pierde 1.ª Ronda                                                                        | Cleveland 4, Orlando 3                                                                      |
| Totales       | 1315 | 1488 | .469 |                                                                                         |                                                                                             |
| Playoffs      | 62   | 78   | .443 |                                                                                         |                                                                                             |

## Pabellones

### Antiguos pabellones
- Amway Arena (1989-2010). El Amway Arena fue el primer pabellón de los Magic. Fue inaugurado en enero de 1989 con el nombre de Orlando Arena, denominación que mantuvo durante una década hasta que la ciudad de Orlando vendió los derechos del nombre a la empresa Toronto Dominion y lo renombró TD Waterhouse Centre.

### Kia Center
El pabellón actual del equipo, el Kia Center (anteriormente Amway Center), se inauguró oficialmente el 1 de octubre de 2010. Los Orlando Magic disputaron su primer partido de pretemporada en el Amway Center el 10 de octubre contra los New Orleans Hornets. El primer partido en casa de la temporada regular 2010-11 fue el 28 de octubre contra los Washington Wizards, y los Magic ganaron ambos partidos. En 2012, el Amway Center fue sede del All-Star Weekend.
En el momento de su inauguración, el nuevo Amway Center albergaba el Jumbotrón más grande de la NBA. El estadio también cuenta con aproximadamente 2100 pies (640 m) de tableros de cinta digitales. Y fuera del edificio, los automovilistas que viajan por la Interestatal 4 pueden ver una pantalla de video de 46 pies (14 m) por 53 pies (16 m).
El 20 de diciembre de 2023, el Amway Center pasó a llamarse formalmente Kia Center en asociación con Kia America.

## Jugadores

### Derechos internacionales
Los Orlando Magic tienen los derechos internacionales sobre los siguientes jugadores:
| Draft | Ronda | Puesto | Jugador        | Pos. | Nacionalidad | Equipo actual                | Nota(s)                     | Ref   |
| ----- | ----- | ------ | -------------- | ---- | ------------ | ---------------------------- | --------------------------- | ----- |
| 2018  | 2     | 43     | Justin Jackson | A    | Canadá       | Lakeland Magic (G League)    | Adquirido de Denver Nuggets | [ 5 ] |
| 2013  | 2     | 60     | Jānis Timma    | A    | Letonia      | Olympiakos B.C. (A1 Ethniki) |                             | [ 6 ] |

### Miembros del Salón de la Fama del Baloncesto
| Orlando Magic Hall of Famers | Orlando Magic Hall of Famers | Orlando Magic Hall of Famers | Orlando Magic Hall of Famers | Orlando Magic Hall of Famers |
| Jugadores                    | Jugadores                    | Jugadores                    | Jugadores                    | Jugadores                    |
| N.º                          | Nombre                       | Posición                     | Período                      | Inducido                     |
| ---------------------------- | ---------------------------- | ---------------------------- | ---------------------------- | ---------------------------- |
| 21                           | Dominique Wilkins            | A                            | 1999                         | 2006                         |
| 6                            | Patrick Ewing 1              | P                            | 2001–2002                    | 2008                         |
| 32                           | Shaquille O'Neal             | P                            | 1992–1996                    | 2016                         |
| 1                            | Tracy McGrady                | E                            | 2000–2004                    | 2017                         |
| 33                           | Grant Hill                   | A                            | 2000–2007                    | 2018                         |
| 4                            | Ben Wallace                  | P                            | 1999–2000                    | 2021                         |
| 15                           | Vince Carter                 | E                            | 2009–2010                    | 2024                         |
| Entrenadores                 |                              |                              |                              |                              |
| Nombre                       | Nombre                       | Posición                     | Período                      | Inducido                     |
| Chuck Daly 2                 | Chuck Daly 2                 | Entrenador                   | 1997–1999                    | 1994                         |

Notas:
- 1 En total, Ewing ha sido incluido en el Hall of Fame en dos ocasiones – como jugador y como miembro del equipo olímpico de 1992.
- 1 En total, Daly ha sido incluido en el Hall of Fame en dos ocasiones – como entrenador y como seleccionador del equipo olímpico de 1992.

### Números retirados
- 6 "Afición - Sexto Hombre"
- 32 Shaquille O'Neal (1992-1996)[7]

## Gestión

### General Mánager
| GM             | Período       |
| -------------- | ------------- |
| Pat Williams   | 1987–1996     |
| John Gabriel   | 1996–2004     |
| John Weisbrod  | 2004–2005     |
| Dave Twardzik  | 2005–2006     |
| Otis Smith     | 2005–2012     |
| Rob Hennigan   | 2012–2017     |
| Matt Lloyd     | 2017          |
| Jeff Weltman   | 2017-2022     |
| John Hammond   | 2022–2023     |
| Anthony Parker | 2023-presente |

## Récords

### Carrera
- Partidos: Nick Anderson (602)
- Partidos jugados consecutivamente: Dwight Howard (233)†
- Minutos jugados: Nick Anderson (22 440)
- Tiros de campo anotados: Nick Anderson (4 075)
- Tiros de campo intentados: Nick Anderson (8 976)
- Tiros de 3 puntos anotados: Dennis Scott (981)
- Tiros de 3 puntos intentados: Nick Anderson (2 480)
- Tiros libres anotados: Dwight Howard (2 826)
- Tiros libres intentados: Dwight Howard (4 728)
- Rebotes totales: Dwight Howard (6 747)
- Asistencias: Scott Skiles (2 776)
- Robos: Nick Anderson (1 004)
- Tapones: Dwight Howard (1 134)
- Faltas personales: Dwight Howard (1 728)
- Puntos: Dwight Howard (11 435)

† En activo

### Porcentajes por partido
- Puntos: Tracy McGrady (28.1)
- Rebotes: Dwight Howard (14.2)
- Asistencias: Scott Skiles (7.2)
- Robos: Penny Hardaway (1.94)
- Tapones: Shaquille O'Neal (3.1)

### Récords individuales
- Más puntos en un partido con 62 (Tracy McGrady el 10 de marzo de 2004 contra Washington Wizards)
- Más puntos en una mitad con 37 en la primera mitad (Tracy McGrady el 9 de marzo de 2003 contra Denver Nuggets)
- Más puntos en un cuarto con 25 en el segundo cuarto (Tracy McGrady el 9 de marzo de 2003 contra Denver Nuggets)
- Más tiros libres en un partido con 18 (Tracy McGrady el 25 de diciembre de 2002 contra Detroit Pistons)
- Más puntos en un partido de play-offs con 46 (Tracy McGrady en el 2.º partido de la 1.ª ronda de play-offs de la Conferencia Este contra Detroit Pistons)
- Más asistencias en un partido con 31 (Scott Skiles el 20 de diciembre de 1992 contra Denver Nuggets)

## Premios
| Rookie del Año - Shaquille O'Neal - 1993 - Mike Miller - 2001 - Paolo Banchero - 2023 Mejor Defensor - Dwight Howard - 2009, 2010, 2011 Mejor Sexto Hombre - Darrell Armstrong - 1999 Jugador Más Mejorado - Scott Skiles - 1991 - Darrell Armstrong - 1999 - Tracy McGrady - 2001 - Hidayet Türkoğlu - 2008 - Ryan Anderson - 2012 Mejor Entrenador del Año - Doc Rivers - 2000 Ejecutivo del Año - John Gabriel - 2000 | Mejor Quinteto de la Temporada - Anfernee Hardaway - 1995, 1996 - Tracy McGrady - 2002, 2003 - Dwight Howard - 2008, 2009, 2010, 2011, 2012 Segundo Mejor Quinteto de la Temporada - Shaquille O'Neal - 1995 - Tracy McGrady - 2001, 2004 Tercer Mejor Quinteto de la Temporada - Shaquille O'Neal - 1994, 1996 - Anfernee Hardaway - 1997 - Dwight Howard - 2007 Mejor Quinteto Defensivo - Dwight Howard - 2009, 2010, 2011, 2012 Segundo Mejor Quinteto Defensivo - Horace Grant - 1995, 1996 - Dwight Howard – 2008 - Jalen Suggs - 2024 | Mejor Quinteto de Rookies - Dennis Scott - 1991 - Shaquille O'Neal - 1993 - Anfernee Hardaway - 1994 - Matt Harpring - 1999 - Mike Miller - 2001 - Drew Gooden - 2003 - Dwight Howard - 2005 - Franz Wagner - 2022 - Paolo Banchero - 2023 Segundo Mejor Quinteto de Rookies - Stanley Roberts - 1992 - Michael Doleac - 1999 - Chucky Atkins - 2000 - Gordan Giricek - 2003 - Jameer Nelson - 2005 |

## Curiosidades

### Conexión Magic-Heat
Orlando Magic y Miami Heat no solo comparten estado, sino también varios pívots titulares a lo largo de sus respectivas historias. El más prominente es Shaquille O'Neal, pero también están Michael Doleac, Rony Seikaly y Danny Schayes. Cuando O'Neal fichó por Los Angeles Lakers, los Magic contrataron a Seikaly, exjugador de los Heat y pívot titular de Orlando durante dos años, sucedido por Schayes y posteriormente por Doleac. Otros jugadores que han vestido ambas camisetas son los bases Carlos Arroyo y Jason Williams.

### Otros
- Junto a Chicago Bulls y Utah Jazz, los Magic tienen una regla en la que prohíben a los jugadores vestir cintas de pelo en los partidos.
- Tanto el actual pabellón del Magic Amway Center -como el histórico Amway Arena- comparten el honor de ser, junto con el TD Garden (de Boston Celtics) y Target Center de los (Minnesota Timberwolves), los únicos pabellones de la NBA con superficie de parqué compuesta por paneles pequeños independientes, dispuestos alternadamente de manera perpendicular.

### Draft de 1997
- Los Magic no tenían lottery pick (elecciones entre los 15 primeros puestos) en 1997, pero con el tiempo cinco de ellos se convirtieron en jugadores de Orlando. En 1999, Nick Anderson fue traspasado por Tariq Abdul-Wahad, #11. Wahad fue enviado en 2000 a Denver Nuggets por Chauncey Billups, #3, y Ron Mercer, #6 (siendo ambos elecciones de Boston Celtics en 1997). En pretemporada, los Magic firmaron al agente libre Tracy McGrady, #9, y en 2004 a Tony Battie, #5. Otros jugadores de primera ronda de aquel draft que jugaron en los Magic fueron #15 Kelvin Cato (2004), #21 Anthony Parker (1999), y #27 Jacque Vaughn (2002).